# BitTorrent (program)
BitTorrent – oryginalny klient sieci BitTorrent, autorstwa twórcy protokołu Brama Cohena i rozwijany w jego firmie BitTorrent. Charakteryzuje się dość niskim zużyciem zasobów sprzętowych i prostotą obsługi. Z drugiej strony, nie cieszy się zbyt dużą popularnością z uwagi na ubóstwo opcji konfiguracyjnych.
Dla odróżnienia go od wielu innych obecnie istniejących aplikacji obsługujących protokół BitTorrent, jego twórcy czasem określają go nazwą Mainline (ang. linia główna).
Program został przetłumaczony na ponad 20 języków, w tym polski.

## Historia
Wersje aż do 5.x były napisane w Pythonie. Kod źródłowy wersji 4.x i 5.x został wydany pod licencją BitTorrent Open Source License, zmodyfikowaną wersją Jabber Open Source License. Wersje 3.4.2 i wcześniejsze były rozpowszechniane pod licencją MIT.
Od wersji 6.0 program jest właściwie µTorrentem pod zmienioną nazwą. W wyniku tego, kod źródłowy jest już zamknięty (poza tym są dalej dostępne starsze, Pythonowe wersje).